# Bornaviridae

Schemazeichnung eines Virions der Gattung Orthobornavirus (Querschnitt)

Genomkarte der Bornaviridae

Bornaviren  (Familie der Bornaviridae) sind behüllte Viren mit einem Erbgut aus negativsträngiger, nichtsegmentierter RNA – ss(–)RNA –, die der Ordnung Mononegavirales angehören. Die Familie umfasst mit Stand Mai/Juni 2024 vier Gattungen: Carbovirus, Cartilovirus, Cultervirus und Orthobornavirus. Bornaviren wurden bisher bei Säugetieren, Vögeln, Reptilien und Fischen nachgewiesen. Darunter befinden sich auch Vertreter von human- oder veterinärmedizinischer Bedeutung, wie z. B. die Papageienbornaviren (englisch Parrot bornavirus 1 - 8) als Erreger der Neuropathischen Drüsenmagendilatation bei Papageien, das Borna Disease Virus 1 (BoDV-1) als Erreger von oftmals tödlichen Gehirnentzündungen bei Haustieren und Menschen, sowie das Bunthörnchen-Bornavirus (englisch Variegated squirrel bornavirus 1; VSBV-1), das bei Menschen ebenfalls tödliche Gehirnentzündungen hervorrufen kann.

## Geschichte
Die Borna-Krankheit wurde erstmals 1926 entdeckt und ihr Genom 1990 isoliert. Das ICTV schlug 1996 die Bildung der Familie Bornaviridae und der Gattung Bornavirus (heute Orthobornavirus) vor. Die Virenfamilie ist nach der sächsischen Stadt Borna benannt, weil die Viruserkrankung erstmals 1885 bei Kavalleriepferden der Stadt beschrieben wurde.

## Systematik
Die Systematik nach ICTV (Stand Mai/Juni 2024) mit einigen Vorschlägen nach der Taxonomie des NCBI ist:
Familie Bornaviridae
- Gattung Carbovirus
  - Spezies Carbovirus queenslandense mit 
    - Jungle carpet python virus (JCPV)

  - Spezies Carbovirus tapeti mit
    - Southwest carpet python virus (SWCPV)

- Gattung Cartilovirus
  - Spezies Cartilovirus plani mit
    - Little skate bornavirus (LSBV)

- Gattung Cultervirus
  - Spezies Cultervirus electrophori mit
    - Electric eel bornavirus (EEBV)

  - Spezies Cultervirus hemicultri mit
    - Wǔhàn sharpbelly bornavirus (WhSBV)

  - Spezies Cultervirus inflati mit
    - Finepatterned puffer bornavirus (FPBV)

- Gattung Orthobornavirus[8]
  - Spezies Orthobornavirus alphapsittaciforme mit
    - Parrot bornavirus 4 (PaBV4, PaBV-4)
    - Parrot bornavirus 1 (PaBV1, PaBV-1)
    - Parrot bornavirus 2 (PaBV2, PaBV-2)
    - Parrot bornavirus 3 (PaBV3, PaBV-3)
    - Parrot bornavirus 7 (PaBV7, PaBV-7)
    -  ?Parrot bornavirus 8 (PaBV-8) – in der aktuellen ICTV VMR #39v1 nicht mehr aufgeführt, jedoch weiter in der NCBI-Taxonomie

  - Spezies Orthobornavirus avisaquaticae mit
    - Aquatic bird bornavirus 1 (ABBV1, ABBV-1)
    - Aquatic bird bornavirus 2 (ABBV2, ABBV-2)

  - Spezies Orthobornavirus betapsittaciforme mit
    - Parrot bornavirus 5 (PaBV5, PaBV6)
    -  ?Parrot bornavirus 6 (PaBV-6) – in der aktuellen ICTV VMR #39v1 nicht mehr aufgeführt, jedoch weiter in der NCBI-Taxonomie

  - Spezies Orthobornavirus bornaense (ehem. Typus) mit 
    - Borna Disease Virus 1 (BoDV-1), Virus der Borna’schen Krankheit
    - Borna Disease Virus 2 (BoDV-2)

  - Spezies Orthobornavirus caenophidiae mit
    - Mexican black-tailed rattlesnake bornavirus (MRBV)
    - Caribbean watersnake bornavirus (CWBV)

  - Spezies Orthobornavirus elapsoideae mit 
    - Loveridge's garter snake virus 1 (LGSV1, LGSV-1)

  - Spezies Orthobornavirus estrildidae mit
    - Estrildid finch bornavirus 1 (EsBV1, EsBV-1)

  - Spezies Orthobornavirus sciuri mit
    - Variegated squirrel bornavirus 1 (VSBV1, VSBV-1; Bunthörnchen-Bornavirus 1)

  - Spezies Orthobornavirus serini mit
    - Canary bornavirus 1 (CnBV1, CnBV-1)
    - Canary bornavirus 2 (CnBV2, CnBV-2)
    - Canary bornavirus 3 (CnBV3, CnBV-3)
    -  ?Munia bornavirus 1 (MuBV-1) – in der aktuellen ICTV VMR #39v1 nicht mehr aufgeführt, jedoch weiter in der NCBI-Taxonomie

  - Orthobornaviren ohne Speziesklassifizierung
    - Gaboon viper virus 1 (GaVV)

- nicht-klassifizierte Bornaviridae ohne Speziesklassifizierung und Gattungszuweisung (Auswahl)
  - Bombay duck fish bornavirus
  - Carlia munda bornavirus
  - Para molly bornavirus

## Meldepflicht
Für den direkten Nachweis humanpathogener Bornaviren beim Menschen besteht nach § 7 Infektionsschutzgesetz (IfSG) in Deutschland eine namentliche Meldepflicht. Das „Auftreten“ der „Erreger“ von „Bornavirus-Infektionen“ bei Säugetieren ist in Deutschland ebenfalls meldepflichtig (§ 1 in Verbindung mit der Anlage der Verordnung über meldepflichtige Tierkrankheiten).